# Rosenau (Francja)
Rosenau – miejscowość i gmina we Francji, w regionie Grand Est, w departamencie Górny Ren.
Według danych na rok 1990 gminę zamieszkiwało 1501 osób, a gęstość zaludnienia wynosiła 232 osób/km² (wśród 903 gmin Alzacji Rosenau plasuje się na 189. miejscu pod względem liczby ludności, natomiast pod względem powierzchni na miejscu 405.).